# Sutlej
Il fiume Sutlej (punjabi: ਸਤਲੁਜ, sanscrito: शतद्रु o सुटुद्रि, Suṭudri, urdu:ستلج, hindi सतलुज, noto anche come Satluj), è il più lungo dei cinque fiumi che scorrono attraverso la storica regione di transito nota come Punjab nell'India settentrionale così come nel Pakistan, ed è situato a nord della catena dei Vindhya, a sud del segmento dell'Hindu Kush della catena dell'Himalaya e ad est della catena del Makran centrale in Pakistan. Ha una lunghezza complessiva di 1.450 km, dalla sorgente, situata in Tibet vicino al Monte Kailash, sino alla foce quando si getta nell'Indo nel Punjab pakistano.

## Descrizione
È l'affluente più orientale del fiume Indo, che bagna nel complesso l'antica e storicamente importante regione del Grande Punjab. Situata all'ombra della catena dei Vindhya, la regione a sud e ad est del fiume è arida e nota nelle diverse zone come il Gran Deserto Indiano o Deserto di Thar, che procede più o meno parallelamente sia al fiume che alla frontiera tra il Pakistan e il Rajasthan. Scorrendo generalmente verso sud-sudovest dalle sue sorgenti, il fiume Sutlej si unisce prima al Beas nello Stato del Punjab in India, e continua poi verso sudovest nel Pakistan per mescolarsi al Chenab, formando il fiume Panjnad a sud dell'antica Multan. Dalla confluenza vicino a Khanpur, il Panjnad si unisce all'Indo presso Mithankot, dopodiché il grande fiume scorre dapprima attraverso una gola vicino a Sukkur e poi attraverso una fertile regione pianeggiante conosciuta come Sind, finché non raggiunge il Mar Arabico.
Il Sutlej per gli indiani del periodo vedico era noto come Shatadru o Suṭudri.
Un canale per il traffico merci pesante, noto come SLY (Sutlej-Yamuna Link, "Collegamento Sutley-Yamuna"), è in fase di costruzione verso est attraverso il Punjab, vicino ad un'antica pista carovaniera e ad un passo di alta montagna, dal bacino del Sutlej fino a collegare la sorgente del più grande affluente del Gange, il fiume Yamuna. Una volta completato, il canale consentirà la navigazione dalla costa orientale a quella occidentale dell'India.

## Trattati e storia
Le acque del fiume sono assegnate all'India in base al Trattato delle acque dell'Indo tra India e Pakistan. Attualmente, la maggior parte dell'acqua del Sutlej è deviata ai canali di irrigazione e completamente consumata in India. Sul fiume sorge l'enorme diga multifunzione di Bhakra-Nangal.
Ci sono prove sostanziali che indicano come anteriormente al 1700 a.C. il Sutlej fosse un tempo un importante affluente del fiume Sarasvati, invece che dell'Indo. Si crede che l'attività tettonica abbia creato cambiamenti di elevazione che mutarono la direzione del Sutlej da sud-est a sud-ovest. Una volta che iniziò a scorrere nella sua nuova direzione verso ovest, il fiume si unì infine al Beas. Come risultato, l'imponente fiume Sarasvati cominciò a prosciugarsi, causando la desertificazione del Cholistan e della parte orientale del moderno Stato del Sindh, così come l'abbandono di numerosi insediamenti umani lungo le sue rive.